# گیلدا لانگر
گیلدا لانگر (انگلیسی: Gilda Langer; ۱۶ مهٔ ۱۸۹۶ – ۳۱ ژانویهٔ ۱۹۲۰) هنرپیشه اهل اتریش بود.
از فیلم‌ها یا برنامه‌های تلویزیونی که وی در آنها نقش داشته‌است می‌توان به عنکبوت‌ها اشاره کرد.